# Markham—Stouffville (circonscription provinciale)
Circonscription électorale provinciale du Canada
Markham—Stouffville est une circonscription provinciale de l'Ontario représentée à l'Assemblée législative de l'Ontario depuis 2018. 

## Géographie
La circonscription comprend:
- La ville de Whitchurch-Stouffville
- Une partie de la ville de Markham

## Historique
| Législature                                                                           | Années        | Député | Député        | Parti                     |
| ------------------------------------------------------------------------------------- | ------------- | ------ | ------------- | ------------------------- |
| Markham—Stouffville Circonscription issue de Markham—Unionville et Oak Ridges—Markham |               |        |               |                           |
| 42e                                                                                   | 2018–2022     |        | Paul Calandra | Progressiste-conservateur |
| 43e                                                                                   | 2022–2025     |        | Paul Calandra | Progressiste-conservateur |
| 44e                                                                                   | 2025–en cours |        | Paul Calandra | Progressiste-conservateur |

## Circonscription fédérale
Depuis les élections provinciales ontariennes du 4 octobre 2007, l'ensemble des circonscriptions provinciales et des circonscriptions fédérales sont identiques.